# Curling na Zimowych Igrzyskach Olimpijskich 2014
Turniej curlingu podczas Zimowych Igrzysk Olimpijskich 2014 odbył się w Soczi, na lodowisku Ledianoj kub między 10 a 21 lutego 2014. Curlerzy zmagali się po raz szósty o medale olimpijskie. W rywalizacji wzięło udział po 10 reprezentacji kobiecych i męskich, po raz pierwszy w turnieju olimpijskim wystąpiła kobieca drużyna Korei Południowej oraz męski zespół z Rosji.
Przed turniejem olimpijskim arena gościła uczestników Mistrzostw Świata w Curlingu na Wózkach 2013 i Mistrzostw Świata Juniorów 2013. Tytułów mistrzowskich z Vancouver 2010 broniły Szwedki i Kanadyjczycy. Jako obrońcy wystąpiły inne zespoły niż te, które wywalczyły medale. Ekipa Anette Norberg rozpadła się po turnieju w 2010, na reprezentację Szwecji została powołana drużyna Margarethy Sigfridsson. Kanadę reprezentował Brad Jacobs – Kevin Martin w krajowych kwalifikacjach zajął 3. miejsce, John Morris, który wcześniej odszedł z zespołu Martina, przegrał w finale.
Do rundy finałowej w konkurencji pań zakwalifikowały się Kanadyjki, Szwedki, Szwajcarki oraz Brytyjki. W meczu półfinałowym wygrała reprezentacja Kanady (Jennifer Jones) pokonując 6:4 Brytyjki (Eve Muirhead), w drugim spotkaniu półfinałowym wynikiem 7:5 Szwedki (Margaretha Sigfridsson) były lepsze od Szwajcarek (Mirjam Ott). Po brązowe medale sięgnęły zawodniczki z Wielkiej Brytanii, które triumfowały nad zespołem Ott 6:5. Dla Mirjam Ott była to kolejna szansa by zostać jedyną osobą z trzema medalami zimowych igrzysk olimpijskich w curlingu, jednak podobnie jak przed czterema laty uplasowała się tuż za podium.
W meczu finałowym zmierzyły się zawodniczki kanadyjskie i szwedzkie, spotkanie stało na wyrównanym poziomie. Do przerwy był remis 3:3, Kanadyjki wyzerowały partie numer 6 i 7. W 8. endzie z ostatnim kamieniem Jones miała wjechać na pole o promieniu 4 stóp, zagrała jednak za lekko i kamień zatrzymał się wcześniej, po mierzeniu ustawionych w domu kamieni Kanadyjki wygrały partię za jeden i wyszły na prowadzenie 4:3. Kluczową częścią gry był end 9., w ostatnim zagraniu Jones ustawiła kamień praktycznie na guziku, tak że dwa kanadyjskie kamienie były najlepsze. Maria Prytz ostatni kamień zagrała za wąsko i zahaczyła o szwedzki kamień stojący wyżej, Kanadyjki przejęły enda za 2 punkty. W 10. endzie zawodniczki z Manitoby grały defensywnie pozostawiając w grze jak najmniejszą liczbę kamieni. Po pierwszym zagraniu Jones reprezentantki Szwecji straciły matematyczne szanse na doprowadzenie do dogrywki. Kanadyjki zdobyły tytuły mistrzyń olimpijskich wynikiem 6:3, ponadto wygrały swoje wszystkie spotkania w turnieju. Jest to pierwszy złoty medal dla curlerek z tego kraju od sukcesu Sandry Schmirler w Nagano.
Wśród panów trzeba było rozegrać dodatkowy mecze, który wyłonił 4. drużynę półfinałów. W ostatnim zagraniu spotkania barażowego David Murdoch (Wielka Brytania) zagrał podwójne wybicie poprzez swój kamień, wygrał 10. end 2 punktami i cały mecz przeciwko Norwegom (Thomas Ulsrud) 6:5. W półfinale Brytyjczycy rywalizowali ze Szwedami (Niklas Edin), mecz zakończył się zwycięstwem ekipy Murdocha 6:5. Edin chciał zmusić Szkotów do wygrania 10. partii jednym kamieniem (tak by doprowadzić do dogrywki, w której mieliby przywilej ostatniego kamienia), w 1. zagraniu Murdoch ustawił swój kamień w 4-foot idealnie za strażnikiem. Szwedzi podjęli próbę promotion takeout przez swojego strażnika, zagrywany kamień trafił strażnika za bardzo na zewnątrz i nie wybił punktującego kamienia brytyjskiego. Murdochowi pozostał wjazd do środka domu po 2 punkty i awans do finału. W drugim półfinale zmierzyli się Kanadyjczycy (Brad Jacobs) i Chińczycy (Liu Rui), mecz zakończył się wynikiem 10:6 dla obrońców tytułów mistrzowskich. Jacobs 7. i 9. end wygrał trzema punktami.
Po brązowe medale sięgnęli Szwedzi, w małym finale pokonali reprezentację Chin 6:4. W 10. endzie przy stanie 4:3 dla Chińczyków i ostatnim kamieniu Edina Liu zmusił Szwedów do zdobycia 1. punktu. Przed ostatnim zagraniem środek domu był tak zastawiony, że Edin nie próbował ustawiać tam swojego drugiego kamienia. W partii dogrywkowej kończył Chińczyk, w domu znajdowały się dwa szwedzkie kamienie chronione trzema strażnikami, Liu by stanąć na podium musiał wykonać draw to the button. Zagrał jednak za mocno i jego kamień nie zatrzymał się w domu, Szwedzi przejęli partię 2 punktami i uplasowali się na 3. miejscu. W spotkaniu tym doszło do dość niespodziewanej sytuacji, Chińczycy w 9. i 11. endzie podczas wypuszczania spalili swoje kamienie.
W meczu finałowym szybko wysoką przewagę nad Brytyjczykami osiągnęli Kanadyjczycy. Za najważniejsze zagranie meczu uznano drugi kamień E.J. Harndena w trzecim endzie, podczas którego umieścił kamień na granicy 4- i 6-stopowego okręgu. Dało to podwaliny do wygrania partii trzema punktami i wynik 5:1 w całym meczu. W czwartym endzie Murdochowi nie wszyło odsunięcie kanadyjskiego kamienia i przeciwnicy podwyższyli prowadzenie w meczu. Zespół Brada Jacobsa robił bardzo mało błędów, w przeciwieństwie do słabiej grających Szkotów (zawodnicy na 2. i 4. pozycji odpowiednio 67% i 69% skuteczności), i powiększył przewagę. Po 8. partii, przy wyniku 3:9 reprezentanci Wielkiej Brytanii poddali mecz. Dla Kanadyjczyków są to trzecie złote medale igrzysk olimpijskich z rzędu, natomiast Brytyjczycy i Szwedzi zdobyli pierwsze medale od Tygodnia Sportów Zimowych 1924.

## Kwalifikacje
Światowa Federacja Curlingu w porównaniu z poprzednimi igrzyskami zmieniła zasady kwalifikacji olimpijskiej. Turniejami kwalifikacyjnymi są mistrzostwa świata kobiet i mężczyzn w latach 2012 i 2013. Na podstawie uzyskanych miejsc przyznano punkty, siedem najlepszych drużyn uzyskało kwalifikację.
Dwa pozostałe miejsca przypadły finalistom Turnieju Kwalifikacyjnego. Mogły uczestniczyć w nim te państwa, które nie uzyskały kwalifikacji olimpijskiej na podstawie punktów oraz te, które uczestniczyły w mistrzostwach świata w roku 2011. Krajowe federacje musiały zgłosić swoją chęć uczestnictwa w turnieju do 1 czerwca 2013, miesiąc później został podany do wiadomości system rozgrywek i dokładna data zawodów. Ostatni kwalifikanci zostali wyłonieni 15 grudnia 2013. Były to kobiece reprezentacje Chin i Japonii oraz męskie drużyny z Niemiec i Stanów Zjednoczonych.
Rosja z tytułu gospodarza igrzysk miała zapewnioną kwalifikację. Był to debiut męskiej reprezentacji Rosji na igrzyskach olimpijskich. Jak dotąd Rosjanie wystąpili w mistrzostwach świata jedynie raz, w 2013. Wcześniej najbliżej gry w MŚ byli podczas Mistrzostw Europy 2004, gdzie przegrali mecz o 7. miejsce (dające awans do MŚ) przeciwko Szwajcarii, a później w meczach barażowych ulegli Finom.
| Miejsce mistrzostw świata | 1  | 2  | 3  | 4 | 5 | 6 | 7 | 8 | 9 | 10 | 11 | 12 |
| Punkty                    | 14 | 12 | 10 | 9 | 8 | 7 | 6 | 5 | 4 | 3  | 2  | 1  |

| #  | Kraj              | Lethbridge 2012 | Ryga 2013 | Suma |
| -- | ----------------- | --------------- | --------- | ---- |
| 1  | Szwecja           | 12              | 12        | 24   |
| 2  | Szwajcaria        | 14              | 8         | 22   |
| 3  | Wielka Brytania   | 7               | 14        | 21   |
| 4  | Kanada            | 10              | 10        | 20   |
| 5  | Stany Zjednoczone | 8               | 9         | 17   |
| 6  | Rosja             | 4               | 7         | 11   |
| 7  | Dania             | 5               | 5         | 10   |
| 8  | Korea Południowa  | 9               | 0         | 9    |
| 9  | Niemcy            | 6               | 2         | 8    |
| 10 | Chiny             | 2               | 4         | 6    |
|    | Japonia           | 0               | 6         | 6    |
|    | Włochy            | 3               | 3         | 6    |
| 13 | Czechy            | 1               | 0         | 1    |
|    | Łotwa             | 0               | 1         | 1    |

| #  | Kraj              | Bazylea 2012 | Victoria 2013 | Suma |
| -- | ----------------- | ------------ | ------------- | ---- |
| 1  | Kanada            | 14           | 12            | 26   |
| 2  | Szwecja           | 10           | 14            | 24   |
| 3  | Wielka Brytania   | 12           | 10            | 22   |
| 4  | Norwegia          | 9            | 8             | 17   |
| 5  | Dania             | 6            | 9             | 15   |
| 6  | Chiny             | 7            | 7             | 14   |
| 7  | Szwajcaria        | 4            | 6             | 10   |
| 8  | Stany Zjednoczone | 5            | 4             | 9    |
| 9  | Nowa Zelandia     | 8            | 0             | 8    |
| 10 | Czechy            | 1            | 5             | 6    |
| 11 | Francja           | 3            | 0             | 3    |
|    | Rosja             | 0            | 3             | 3    |
| 13 | Japonia           | 0            | 2             | 2    |
|    | Niemcy            | 2            | 0             | 2    |
| 15 | Finlandia         | 0            | 1             | 1    |

     Gospodarz
     Bezpośredni awans do turnieju olimpijskiego
Jako Wielka Brytania uwzględniane są występy Szkotów.

## System gry
10 zespołów rozegrało mecze każdy z każdym. W klasyfikacji liczył się jedynie bilans wygranych i przegranych spotkań. Do półfinałów awansowały cztery najlepsze reprezentacje, triumfator rudny grupowej zmierzył się z 4. drużyną, natomiast 2. z 3. Zwycięzcy meczów półfinałowych rywalizowali o złote medale w finale, przegrani zaś o medale brązowe.
System gry dla kobiet i mężczyzn był identyczny. Sposób rozgrywania fazy finałowej, różnił się modelu Page play-off, który jest normalnie stosowany przez Światową Federację Curlingu w przypadku rywalizacji 10-12 zespołów.

## Zestawienie medalistów
| Konkurencja      | Złoto                                                                               | Srebro | Brąz                                                                                        |
| Turniej mężczyzn | Kanada · Brad Jacobs · Ryan Fry · E.J. Harnden · Ryan Harnden · Caleb Flaxey        | Wielka Brytania · David Murdoch · Greg Drummond · Scott Andrews · Michael Goodfellow · Tom Brewster         | Szwecja · Niklas Edin · Sebastian Kraupp · Fredrik Lindberg · Viktor Kjäll · Oskar Eriksson |
| Turniej kobiet   | Kanada · Jennifer Jones · Kaitlyn Lawes · Jill Officer · Dawn McEwen · Kirsten Wall | Szwecja · Maria Prytz · Christina Bertrup · Maria Wennerström · Margaretha Sigfridsson · Agnes Knochenhauer | Wielka Brytania · Eve Muirhead · Anna Sloan · Vicki Adams · Claire Hamilton · Lauren Gray   |

## Turniej kobiet
Kobieca rywalizacja w curlingu rozpoczęła się 10 lutego, mecz finałowy został rozegrany 20 lutego.

### Runda grupowa
Klasyfikacja po rundzie grupowej
| #  | Kraj              | Skip                   | W | P |
| -- | ----------------- | ---------------------- | - | - |
| 1  | Kanada            | Jennifer Jones         | 9 | 0 |
| 2  | Szwecja           | Margaretha Sigfridsson | 7 | 2 |
| 3  | Szwajcaria        | Mirjam Ott             | 5 | 4 |
| 4  | Wielka Brytania   | Eve Muirhead           | 5 | 4 |
| 5  | Japonia           | Ayumi Ogasawara        | 4 | 5 |
| 6  | Dania             | Lene Nielsen           | 4 | 5 |
| 7  | Chiny             | Wang Bingyu            | 4 | 5 |
| 8  | Korea Południowa  | Kim Ji-sun             | 3 | 6 |
| 9  | Rosja             | Anna Sidorowa          | 3 | 6 |
| 10 | Stany Zjednoczone | Erika Brown            | 1 | 8 |

     Awans do półfinałów

### Runda finałowa
|  |                       |                 |           |                       |   |        |        |       |
|  | Półfinały             | Półfinały       | Półfinały |                       |   | Finał  | Finał  | Finał |
|  | Półfinały             | Półfinały       | Półfinały |                       |   | Finał  | Finał  | Finał |
|  | 19 lutego 2014; 14:00 |                 |           |                       |   |        |        |       |
|  |                       |                 |           |                       |   |        |        |       |
|  | Kanada                | Kanada          | 6         |                       |   |        |        |       |
|  | Kanada                | Kanada          | 6         | 20 lutego 2014; 17:30 |   |        |        |       |
|  | Wielka Brytania       | Wielka Brytania | 4         |                       |   |        |        |       |
|  | Wielka Brytania       | Wielka Brytania | 4         |                       |   | Kanada | Kanada | 6     |
|  | 19 lutego 2014; 14:00 |                 |           |                       |   | Kanada | Kanada | 6     |
|  |                       |                 | Szwecja   | Szwecja               | 3 |        |        |       |
|  | Szwecja               | Szwecja         | Szwecja   | Szwecja               | 3 | 7      |        |       |
|  | Szwecja               | Szwecja         |           |                       |   |        |        |       |
|  | Szwajcaria            | Szwajcaria      | 5         |                       |   |        |        |       |
|  | Szwajcaria            | Szwajcaria      | 5         | Mecz o 3. miejsce     |   |        |        |       |
|  |                       |                 |           |                       |   |        |        |       |
|  | 20 lutego 2014; 12:30 |                 |           |                       |   |        |        |       |
|  |                       |                 |           |                       |   |        |        |       |
|  | Wielka Brytania       | Wielka Brytania | 6         |                       |   |        |        |       |
|  | Wielka Brytania       | Wielka Brytania | 6         |                       |   |        |        |       |
|  | Szwajcaria            | Szwajcaria      | 5         |                       |   |        |        |       |
|  | Szwajcaria            | Szwajcaria      | 5         |                       |   |        |        |       |

| #  | Kraj              | Skip                   | W  | P |
| -- | ----------------- | ---------------------- | -- | - |
| 1  | Kanada            | Jennifer Jones         | 11 | 0 |
| 2  | Szwecja           | Margaretha Sigfridsson | 8  | 3 |
| 3  | Wielka Brytania   | Eve Muirhead           | 6  | 5 |
| 4  | Szwajcaria        | Mirjam Ott             | 5  | 6 |
| 5  | Japonia           | Ayumi Ogasawara        | 4  | 5 |
| 6  | Dania             | Lene Nielsen           | 4  | 5 |
| 7  | Chiny             | Wang Bingyu            | 4  | 5 |
| 8  | Korea Południowa  | Kim Ji-sun             | 3  | 6 |
| 9  | Rosja             | Anna Sidorowa          | 3  | 6 |
| 10 | Stany Zjednoczone | Erika Brown            | 1  | 8 |

#### Półfinały
19 lutego 2014; 14:00
| Tor | Kraj | Kraj            | 1 | 2 | 3 | 4 | 5 | 6 | 7 | 8 | 9 | 10 | Ogółem |
| D   |      | Wielka Brytania | 0 | 0 | 2 | 0 | 1 | 0 | 0 | 0 | 1 | 0  | 4      |
| D   |      | Kanada          | 2 | 1 | 0 | 1 | 0 | 1 | 0 | 0 | 0 | 1  | 6      |

| Tor | Kraj | Kraj       | 1 | 2 | 3 | 4 | 5 | 6 | 7 | 8 | 9 | 10 | Ogółem |
| B   |      | Szwecja    | 1 | 0 | 2 | 0 | 0 | 0 | 1 | 0 | 2 | 1  | 7      |
| B   |      | Szwajcaria | 0 | 2 | 0 | 0 | 1 | 0 | 0 | 2 | 0 | 0  | 5      |

#### Mały finał
20 lutego 2014; 12:30
| Tor | Kraj | Kraj            | 1 | 2 | 3 | 4 | 5 | 6 | 7 | 8 | 9 | 10 | Ogółem |
| C   |      | Wielka Brytania | 0 | 0 | 1 | 0 | 2 | 0 | 0 | 2 | 0 | 1  | 6      |
| C   |      | Szwajcaria      | 0 | 2 | 0 | 1 | 0 | 1 | 0 | 0 | 1 | 0  | 5      |

#### Finał
20 lutego 2014; 17:30
| Tor | Kraj | Kraj    | 1 | 2 | 3 | 4 | 5 | 6 | 7 | 8 | 9 | 10 | Ogółem |
| C   |      | Szwecja | 0 | 1 | 0 | 0 | 2 | 0 | 0 | 0 | 0 | x  | 3      |
| C   |      | Kanada  | 1 | 0 | 0 | 2 | 0 | 0 | 0 | 1 | 2 | x  | 6      |

## Turniej mężczyzn
Turniej mężczyzn rozpoczął się 10 lutego, mistrzowie olimpijscy zostali wyłonieni 21 lutego.

### Runda grupowa
Klasyfikacja po rundzie grupowej
| #  | Kraj              | Skip            | W | P |
| -- | ----------------- | --------------- | - | - |
| 1  | Szwecja           | Niklas Edin     | 8 | 1 |
| 2  | Kanada            | Brad Jacobs     | 7 | 2 |
| 3  | Chiny             | Liu Rui         | 7 | 2 |
| 4  | Norwegia          | Thomas Ulsrud   | 5 | 4 |
|    | Wielka Brytania   | David Murdoch   | 5 | 4 |
| 6  | Dania             | Rasmus Stjerne  | 4 | 5 |
| 7  | Rosja             | Andriej Drozdow | 3 | 6 |
| 8  | Szwajcaria        | Sven Michel     | 3 | 6 |
| 9  | Stany Zjednoczone | John Shuster    | 2 | 7 |
| 10 | Niemcy            | John Jahr       | 1 | 8 |

     Awans do półfinałów
     Tie-breaker

### Runda finałowa
|  |                       |                 |           |                       |   |                 |                 |       |
|  | Półfinały             | Półfinały       | Półfinały |                       |   | Finał           | Finał           | Finał |
|  | Półfinały             | Półfinały       | Półfinały |                       |   | Finał           | Finał           | Finał |
|  | 19 lutego 2014; 19:00 |                 |           |                       |   |                 |                 |       |
|  |                       |                 |           |                       |   |                 |                 |       |
|  | Szwecja               | Szwecja         | 5         |                       |   |                 |                 |       |
|  | Szwecja               | Szwecja         | 5         | 21 lutego 2014; 17:30 |   |                 |                 |       |
|  | Wielka Brytania       | Wielka Brytania | 6         |                       |   |                 |                 |       |
|  | Wielka Brytania       | Wielka Brytania | 6         |                       |   | Wielka Brytania | Wielka Brytania | 3     |
|  | 19 lutego 2014; 19:00 |                 |           |                       |   | Wielka Brytania | Wielka Brytania | 3     |
|  |                       |                 | Kanada    | Kanada                | 9 |                 |                 |       |
|  | Kanada                | Kanada          | Kanada    | Kanada                | 9 | 10              |                 |       |
|  | Kanada                | Kanada          |           |                       |   |                 |                 |       |
|  | Chiny                 | Chiny           | 6         |                       |   |                 |                 |       |
|  | Chiny                 | Chiny           | 6         | Mecz o 3. miejsce     |   |                 |                 |       |
|  |                       |                 |           |                       |   |                 |                 |       |
|  | 21 lutego 2014; 12:30 |                 |           |                       |   |                 |                 |       |
|  |                       |                 |           |                       |   |                 |                 |       |
|  | Szwecja               | Szwecja         | 6         |                       |   |                 |                 |       |
|  | Szwecja               | Szwecja         | 6         |                       |   |                 |                 |       |
|  | Chiny                 | Chiny           | 4         |                       |   |                 |                 |       |
|  | Chiny                 | Chiny           | 4         |                       |   |                 |                 |       |

| #  | Kraj              | Skip            | W | P |
| -- | ----------------- | --------------- | - | - |
| 1  | Kanada            | Brad Jacobs     | 9 | 2 |
| 2  | Wielka Brytania   | David Murdoch   | 7 | 5 |
| 3  | Szwecja           | Niklas Edin     | 9 | 2 |
| 4  | Chiny             | Liu Rui         | 7 | 4 |
| 5  | Norwegia          | Thomas Ulsrud   | 5 | 5 |
| 6  | Dania             | Rasmus Stjerne  | 4 | 5 |
| 7  | Rosja             | Andriej Drozdow | 3 | 6 |
| 8  | Szwajcaria        | Sven Michel     | 3 | 6 |
| 9  | Stany Zjednoczone | John Shuster    | 2 | 7 |
| 10 | Niemcy            | John Jahr       | 1 | 8 |

#### Tie-breaker
18 lutego 2014; 9:00
| Tor | Kraj | Kraj            | 1 | 2 | 3 | 4 | 5 | 6 | 7 | 8 | 9 | 10 | Ogółem |
| C   |      | Norwegia        | 1 | 0 | 1 | 0 | 2 | 0 | 0 | 0 | 1 | 0  | 5      |
| C   |      | Wielka Brytania | 0 | 1 | 0 | 1 | 0 | 0 | 0 | 2 | 0 | 2  | 6      |

#### Półfinały
19 lutego 2014; 19:00
| Tor | Kraj | Kraj            | 1 | 2 | 3 | 4 | 5 | 6 | 7 | 8 | 9 | 10 | Ogółem |
| B   |      | Szwecja         | 0 | 0 | 2 | 0 | 0 | 0 | 1 | 0 | 2 | 0  | 5      |
| B   |      | Wielka Brytania | 0 | 1 | 0 | 0 | 1 | 1 | 0 | 1 | 0 | 2  | 6      |

| Tor | Kraj | Kraj   | 1 | 2 | 3 | 4 | 5 | 6 | 7 | 8 | 9 | 10 | Ogółem |
| D   |      | Kanada | 1 | 0 | 2 | 0 | 1 | 0 | 3 | 0 | 3 | x  | 10     |
| D   |      | Chiny  | 0 | 1 | 0 | 1 | 0 | 2 | 0 | 2 | 0 | x  | 6      |

#### Mały finał
21 lutego 2014; 12:30
| Tor | Kraj | Kraj    | 1 | 2 | 3 | 4 | 5 | 6 | 7 | 8 | 9 | 10 | 11 | Ogółem |
| C   |      | Chiny   | 0 | 0 | 1 | 0 | 0 | 2 | 0 | 0 | 1 | 0  | 0  | 4      |
| C   |      | Szwecja | 0 | 1 | 0 | 1 | 0 | 0 | 1 | 0 | 0 | 1  | 2  | 6      |

#### Finał
21 lutego 2014; 17:30
| Tor | Kraj | Kraj            | 1 | 2 | 3 | 4 | 5 | 6 | 7 | 8 | 9 | 10 | Ogółem |
| C   |      | Kanada          | 2 | 0 | 3 | 1 | 0 | 2 | 0 | 1 | x | x  | 9      |
| C   |      | Wielka Brytania | 0 | 1 | 0 | 0 | 1 | 0 | 1 | 0 | x | x  | 3      |